# Elitserien i innebandy för damer 1997/1998
Elitserien i innebandy för damer 1997/1998 var Sveriges högsta division i innebandy för damer säsongen 1997/1998. Serien, som var geografiskt indelad med en norrgrupp och en södergrupp, var den första i Elitserien för damer, som skapats genom kvalificering i Division 1 under säsongen 1996/1997.
När slutspelet var över stod det klart att Högdalens AIS blivit svenska mästarinnor.

## Elit norra
Lag 1–4: Slutspel.
Lag 8–10: Nedflyttade.
|     | Elit norra                | SM | V  | O | F  | GM | IM | MS  | P  |
| --- | ------------------------- | -- | -- | - | -- | -- | -- | --- | -- |
| 1.  | Högdalens AIS             | 18 | 15 | 2 | 1  | 94 | 29 | +65 | 32 |
| 2.  | IBF Falun                 | 18 | 12 | 4 | 2  | 58 | 33 | +25 | 28 |
| 3.  | Skellefteå IBK            | 18 | 12 | 2 | 4  | 71 | 40 | +31 | 26 |
| 4.  | Balrog IK                 | 18 | 11 | 1 | 6  | 56 | 40 | +16 | 23 |
| 5.  | Uppsala City IBK          | 18 | 9  | 4 | 5  | 56 | 37 | +19 | 22 |
| 6.  | Örnsköldsviks SK          | 18 | 7  | 1 | 10 | 53 | 50 | +3  | 15 |
| 7.  | IKSU                      | 18 | 6  | 1 | 11 | 52 | 56 | –4  | 13 |
| 8.  | Per-Ols BoIS              | 18 | 6  | 1 | 11 | 48 | 75 | –27 | 13 |
| 9.  | Boliden IB                | 18 | 3  | 1 | 14 | 43 | 72 | –29 | 7  |
| 10. | Hudiksvall/Björkeberg IBK | 18 | 0  | 1 | 17 | 34 | 69 | –99 | 1  |

## Elit södra
Lag 1–4: Slutspel.
Lag 8–10: Nedflyttade.
|     | Elit södra      | SM | V  | O | F  | GM | IM | MS  | P  |
| --- | --------------- | -- | -- | - | -- | -- | -- | --- | -- |
| 1.  | Sjöstad IF      | 18 | 12 | 3 | 3  | 66 | 34 | +32 | 27 |
| 2.  | Rönnby IBK      | 18 | 12 | 0 | 6  | 80 | 53 | +27 | 24 |
| 3.  | IBK Lockerud    | 18 | 11 | 1 | 6  | 85 | 56 | +29 | 23 |
| 4.  | Växjö IBK       | 18 | 10 | 3 | 5  | 76 | 50 | +26 | 23 |
| 5.  | Hindås IBK      | 18 | 8  | 4 | 6  | 58 | 59 | –1  | 20 |
| 6.  | KFUM Örebro     | 18 | 7  | 5 | 6  | 58 | 49 | –9  | 19 |
| 7.  | Jönköpings IK   | 18 | 6  | 4 | 8  | 60 | 74 | –14 | 16 |
| 8.  | Pixbo IBK       | 18 | 6  | 4 | 8  | 52 | 69 | –17 | 16 |
| 9.  | Lugi            | 18 | 4  | 2 | 12 | 42 | 83 | –41 | 10 |
| 10. | Robertshöjds BK | 18 | 1  | 0 | 17 | 41 | 92 | –50 | 2  |

## Slutspel om svenska mästerskapet

### Kvartsfinaler
- 14 mars 1998: IBK Lockerud-Högdalens AIS 0-2
- 15 mars 1998: Skellefteå IBK-Rönnby IBK 4-3
- 15 mars 1998: Växjö IBK-IBF Falun 2-4
- 15 mars 1998: Balrog IK-Sjöstads IF 0-1
- 21 mars 1998: Sjöstads IF-Balrog IK 1-0 (Sjöstads IF vidare med 2-0 i matcher)
- 21 mars 1998: IBF Falun-Växjö IBK 5-2 (IBF Falun vidare med 2-0 i matcher)
- 21 mars 1998: Rönnby IBK-Skellefteå IBK 2-1
- 21 mars 1998: Högdalens AIS-IBK Lockerud 4-3 (sudden death, Högdalens AIS vidare med 2-0 i matcher)
- 22 mars 1998: Rönnby IBK-Skellefteå IBK 3-4 (sudden death, Skellefteå IBK vidare med 2-1 i matcher)

### Semifinaler
- 29 mars 1998: IBF Falun-Sjöstads IF 4-2
- 29 mars 1998: Skellefteå IBK-Högdalens AIS 3-7
- 3 april 1998: Sjöstads IF-IBF Falun 0-2 (Sjöstads IF vidare med 2-0 i matcher)
- 4 april 1998: Högdalens AIS-Skellefteå IBK 6-2 (Högdalens AIS vidare med 2-0 i matcher)

### Finaler
- 13 april 1998: IBF Falun-Högdalens AIS 1-2 (sudden death)
- 18 april 1998: Högdalens AIS-IBF Falun 1-2
- 19 april 1998: Högdalens AIS-IBF Falun 5-2

Högdalens AIS svenska mästarinnor 1997/1998.